# Grammia destigmata
Grammia destigmata là một loài bướm đêm thuộc phân họ Arctiinae, họ Erebidae.